# Sven Gösta Nilsson
Sven Gösta Nilsson, född 14 januari 1927 i Kristianstad, död 24 april 1979 i Lund, var en svensk fysiker samt professor i matematisk fysik vid Lunds Tekniska Högskola.
Nilsson studerade till civilingenjör i teknisk fysik vid Kungliga Tekniska Högskolan i Stockholm. Som färdigutbildad ingenjör blev han 1950 antagen till forskarstudier i Lund med Torsten Gustafson som handledare. Uppgiften var att ta fram em modell för deformerade atomkärnors struktur. Hans forskning ledde till den så kallade Nilsson-modellen och doktorsavhandlingen On some properties of nuclear states som presenterades vid disputationen 1955 vid Lunds universitet och blev mycket internationellt känd. Han var från 1963 professor i matematisk fysik vid fysiska institutionen, Lunds Tekniska Högskola. 
Sven Gösta Nilsson var involverad i arbetet på Cerns Teoretiska Studieavdelning när gruppen låg i Köpenhamn. Mer än tjugo år senare, då i Genève, tillbringade han en sabbatsperiod vid CERN.
Han blev 1974 invald som ledamot av Kungliga Vetenskapsakademien.
Nilsson är begraven på Norra kyrkogården i Lund.

### Fotnoter
1. ↑  Nationalencyklopedin, Nilsson-modellen  Hämtad 2015-09-04.
2. ↑  Nilsson, Sven Gösta (1955) (på engelska). On some properties of nuclear states.. Lund. Libris 1304604
3. ↑  Mottelson, B. R.; Nilsson, S. G. (1955-09-01). ”Classification of the Nucleonic States in Deformed Nuclei” (på engelska). Physical Review 99 (5):  sid. 1615–1617. doi:10.1103/PhysRev.99.1615. ISSN 0031-899X. https://link.aps.org/doi/10.1103/PhysRev.99.1615. Läst 7 juni 2022.
4. ↑  Andersson, C. G.; Hellström, G.; Leander, G.; Ragnarsson, I.; Åberg, S.; Krumlinde, J. (1978-10-16). ”Islands of high-spin yrast isomers” (på engelska). Nuclear Physics A 309 (1):  sid. 141–176. doi:10.1016/0375-9474(78)90540-7. ISSN 0375-9474. https://www.sciencedirect.com/science/article/pii/0375947478905407. Läst 7 juni 2022.
5. ↑  Nilsson, S Bertil: Sven Gösta Nilsson i Svenskt biografiskt lexikon
6. ↑  Svenska gravar